# Мала Каракша
Мала Каракша́ (рос. Малая Каракша, марій. Изи Каракша) — присілок у складі Оршанського району Марій Ел, Росія. Входить до складу Марковського сільського поселення.

## Населення
Населення — 512 осіб (2010; 482 у 2002).
Національний склад (станом на 2002 рік):
- марійці — 87 %